# New Edinburgh
New Edinburg est une ancienne municipalité qui est devenue un quartier d'Ottawa en Ontario au Canada. Il est situé au nord-est du centre-ville. Il est bordé par la rivière Rideau à l'ouest, la rivière des Outaouais au nord, l'avenue Beechwood au sud ainsi que l'avenue Princess, le chemin Lisgar, la terrasse Rideau et le chemin Springfield à l'est. Il comprend les résidences officielles du gouverneur général du Canada et du premier ministre du Canada.